# Saga Vanninen
Saga Vanninen (Tampere, 4 mei 2003) is een Finse atleet die gespecialiseerd is in de vijfkamp en zevenkamp. In 2025 werd Vanninen Wereld- en Europees kampioen indooratletiek op de vijfkamp.

## Levensloop
Saga Vanninen deed haar eerste internationale ervaring op tijdens het Europees Jeugd Olympisch Festival (EYOF) 2019, waar ze de gouden medaille won op de zevenkamp met 5913 punten. In 2021 won ze het EK U20 met 6271 punten en daarna won ze ook het WK U20 met 5997 punten. In 2022 eindigde ze op de Hypomeeting als tiende met 6097 punten en vervolgens verdedigde ze haar titel op de U20-wereldkampioenschappen met 6084 punten. Kort daarna eindigde ze op de Europese Kampioenschappen als tiende met 6045 punten. Het jaar daarop eindigde ze als zevende op de vijfkamp tijdens de Europese indoorkampioenschappen 2023 met 4440 punten. In mei verbeterde ze haar persoonlijk record in Götzis naar 6391 punten, waarmee ze op de vierde plaats eindigde. Vervolgens won ze het EK U23 met 6317 punten. In augustus eindigde ze op de Wereldkampioenschappen atletiek 2023 als negende met 6289 punten. In 2024 behaalde ze op de Wereldkampioenschappen indooratletiek 2024 de zilveren medaille op de vijfkamp met een nieuw Fins nationaal record van 4677 punten. In juni 2024 moest ze haar deelname aan de Europese kampioenschappen atletiek 2024 vroegtijdig beëindigen en op de Olympische Zomerspelen in Parijs eindigde ze als 15e met 6163 punten.

### 2025

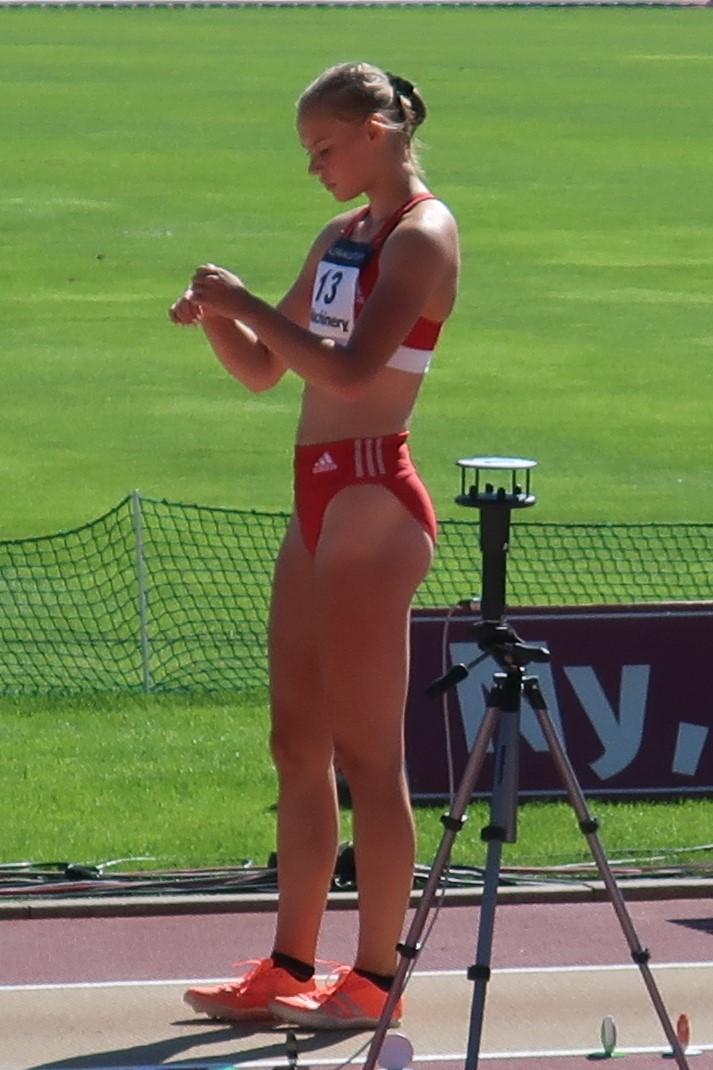
Vanninen in 2020.

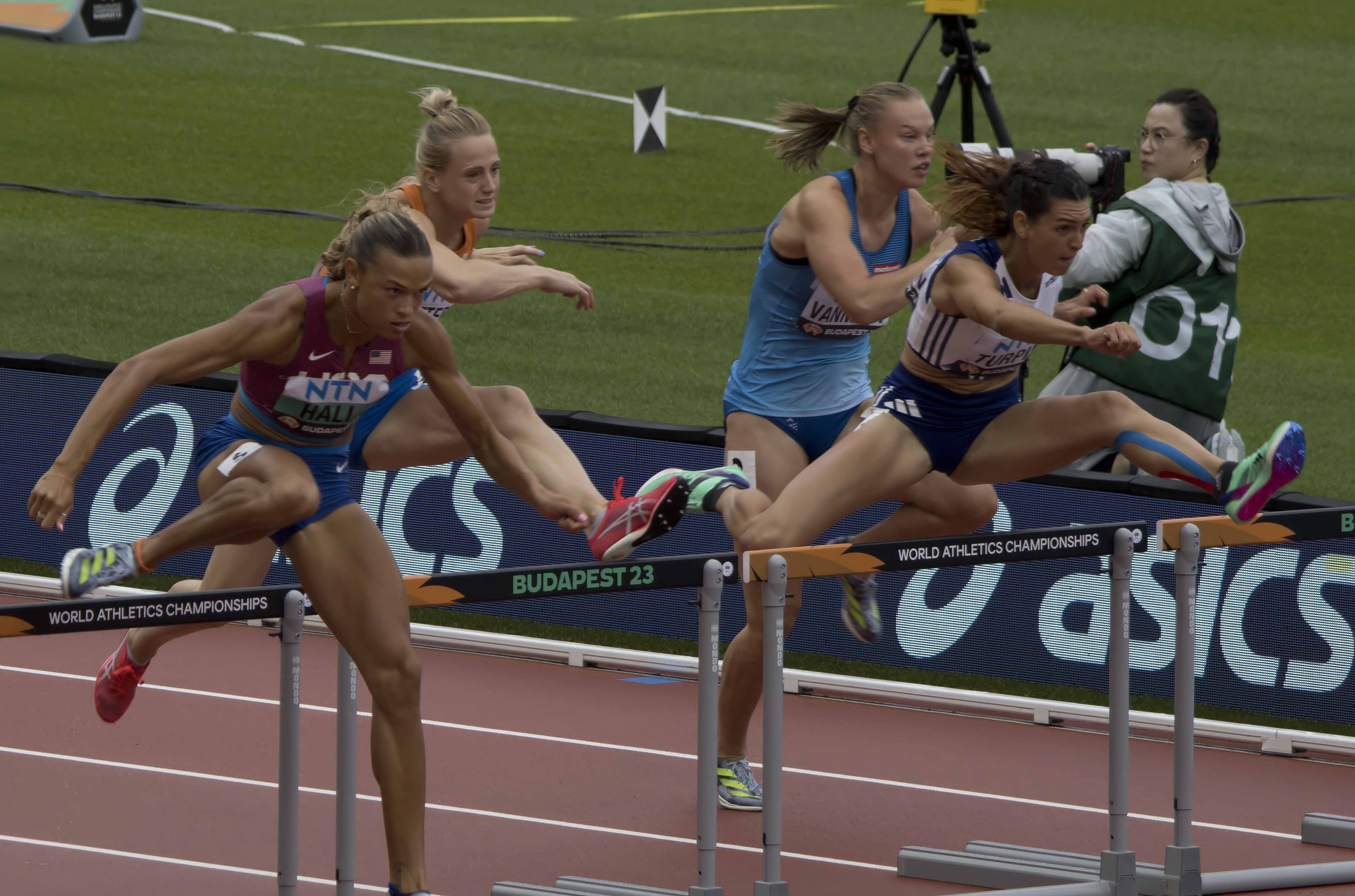
Vaninnen in actie op het Wereldkampioenschappen atletiek 2023.

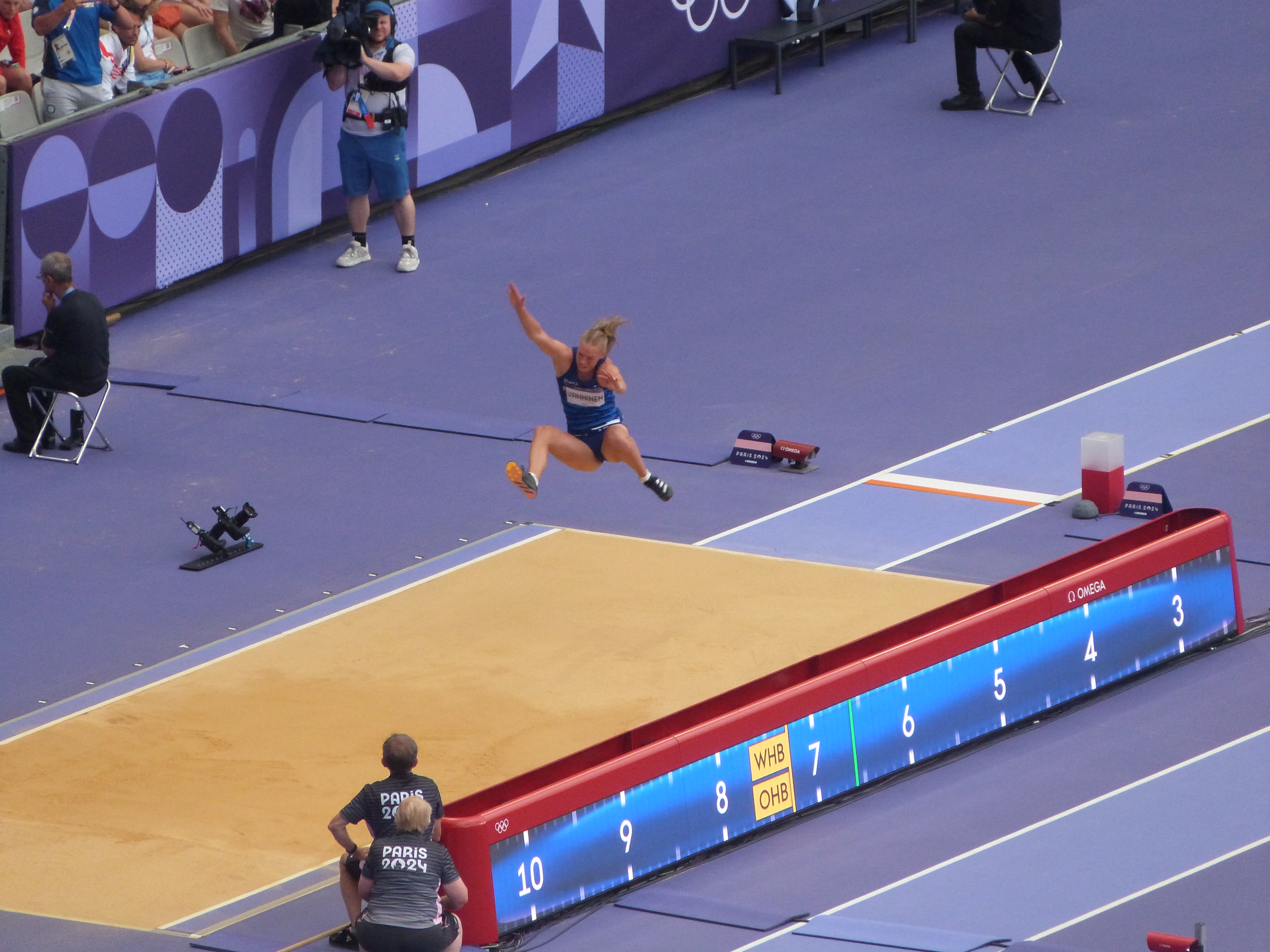
Vanninen bij het onderdeel verspringen op de zevenkamp tijdens de Olympische Zomerspelen.

Tijdens de Europese kampioenschappen indooratletiek 2025 werd Vanninen Europees kampioen op de vijfkamp en verbeterde haar persoonlijk record op de vijfkamp naar 4922 punten, waarmee Vanninen een nieuw Europees U23-record neerzette. Kort daarna won ze ook de Wereldkampioenschappen indooratletiek 2025 vijfkamp met 4821 punten.

### Trainers
Sinds de herfst van 2024 wordt Vannis gecoacht door Olympisch tienkampkampioen Erki Nool. Tot de herfst van 2022 werd Vannis gecoacht door Matti Liimatainen en vervolgens door Jesse Jokinen tot de herfst van 2024.

## Kampioenschappen

### Meerkampen
| Onderdeel | Titel              | Jaar |
| --------- | ------------------ | ---- |
| vijfkamp  | Wereldkampioene    | 2025 |
| vijfkamp  | Europese kampioene | 2025 |

## Palmares

### Verspringen
- 2023: 15e in kwal. EK U23 - 6,19 m

### Vijfkamp
- 2023: 7e EK indoor - 4440 pts
- 2024:  WK indoor - 4677 pts
- 2025:  EK indoor - 4922 pts (NR en EU23R)
- 2025:  WK indoor - 4821 pts

### Zevenkamp
- 2019:  Europees Olympisch Jeugdfestival - 5913 pts (CR en NU18R)
- 2021:  EK U20 - 6271 pts
- 2021:  WK U20 - 5997 pts
- 2022:  WK U20 - 6084 pts
- 2022: 10e EK - 6045 pts
- 2023:  EK U23 - 6317 pts
- 2023: 9e WK - 6289 pts
- 2024: DNF EK
- 2024: 15e OS - 6163 pts